# Umbonia lutea
Umbonia lutea är en insektsart som beskrevs av William D. Funkhouser. Umbonia lutea ingår i släktet Umbonia och familjen hornstritar. Inga underarter finns listade i Catalogue of Life.